# Manga, Burkina Faso
Manga är en regionhuvudort i Burkina Faso.   Den ligger i provinsen Zoundweogo Province och regionen Centre-Sud, i den centrala delen av landet, 90 km sydost om huvudstaden Ouagadougou. Manga ligger 286 meter över havet och antalet invånare är 15 173.
Terrängen runt Manga är platt, och sluttar österut. Manga är det största samhället i trakten.
Omgivningarna runt Manga är en mosaik av jordbruksmark och naturlig växtlighet. Runt Manga är det ganska tätbefolkat, med 116 invånare per kvadratkilometer.